# Jergen Puckel
Jergen Puckel förekommer i persongalleriet till Carl Michael Bellmans diktverk Fredmans epistlar.
Han tar gärna över olika tillställningar och koketterar med sin fina hatt, evigt pladdrande på en stundtals närmast obegriplig rotvälska som har inslag av såväl olika tyska dialekter som franska. Bellman använder sig också av Faust-motivet, när han i en epistel låter Jergen sälja sin själ till djävulen.
Trots att Jergen Puckel ofta är mycket personligt tecknad, har Nils Afzelius visat att namnet är ett s.k. appellativ, d.v.s. en benämning på en särskild personlighetstyp eller egenskap snarare än en individ (jmf. Till exempel uttrycket "snuskpelle"). Jergen syftar, enligt Afzelius, på en typisk tysk hantverkargesäll.